# Australia and New Zealand Banking Group
Pour les articles homonymes, voir ANZ.
Australia and New Zealand Banking Group Limited, connue comme le groupe ANZ, est une société bancaire d'Océanie. C'est le 3e groupe bancaire australien dont le siège mondial est à Melbourne, depuis les années 1830. Elle est fondée sous le nom de Bank of Australasia. ANZ est un partenaire du groupe bancaire français Société générale et LCL - Crédit agricole.

## Histoire
En 2003, ANZ absorbe la National Bank of New Zealand.
Le 27 octobre 2006, ANZ a annoncé des bénéfices nets records de 3,69 milliards de dollars australiens (soit environ 2,22 milliards d'euros) au terme de son exercice financier clos le 30 septembre 2006, soit une hausse de 16 % par rapport à l'année comptable précédente. Pour ses activités à l'étranger, la banque a enregistré une progression de 26 % en Asie et de 15 % pour la zone Pacifique. Pour sa seule branche Pacifique, le bénéfice net est de 68 millions d'euros, réalisé notamment en Papouasie-Nouvelle-Guinée (6 millions d'habitants), Fidji (900 000 h.) et les Samoa américaines. La banque déclare employer 1 600 personnes dans les États insulaires du Pacifique.
En 2007, ANZ rachète eTrade Australia. En 2012, ANZ vend sa participation de 9,6 % dans la banque vietnamienne Sacombank.
En août 2015, ANZ annonce son intention de vendre sa participation de 39 % dans la banque indonésienne Bank Panin pour 270 millions de dollars.
En janvier 2017, ANZ annonce la vente de sa participation de 20 % dans Shanghai Rural Commercial Bank à COSCO et à Shanghai Sino-Poland Enterprise Management Development pour 1,3 milliard de dollars américains. En octobre 2017, ANZ vend sa filiale de gestion de fortune Path Pensions and Investments à IOOF pour une somme proche de A$ 1 milliard. En décembre 2017, Zurich Insurance annonce l'acquisition des activités d'assurance-vie d'ANZ, pour 2,1 milliards de dollars, devenant la compagnie d'assurance vie la plus importante d'Australie. En 2022, avec Fireblocks, ANZ lance la cryptomonnaie stable A$DC adossée au dollar australien.
En juillet 2022, ANZ annonce l'acquisition des activités bancaires de Suncorp pour 4,9 milliards de dollars australiens soit environ 3,3 milliards de dollars américains.

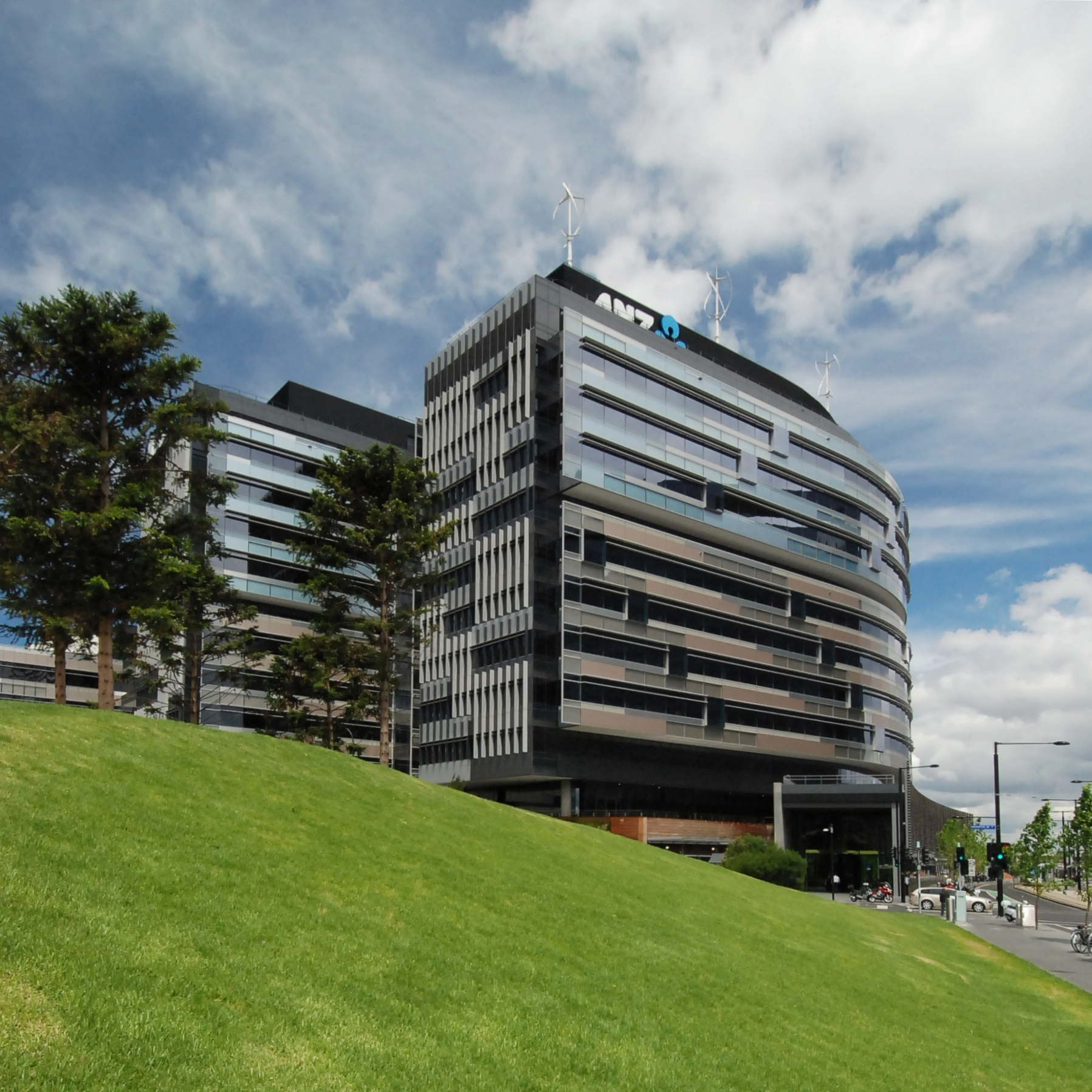
Siège à Melbourne.
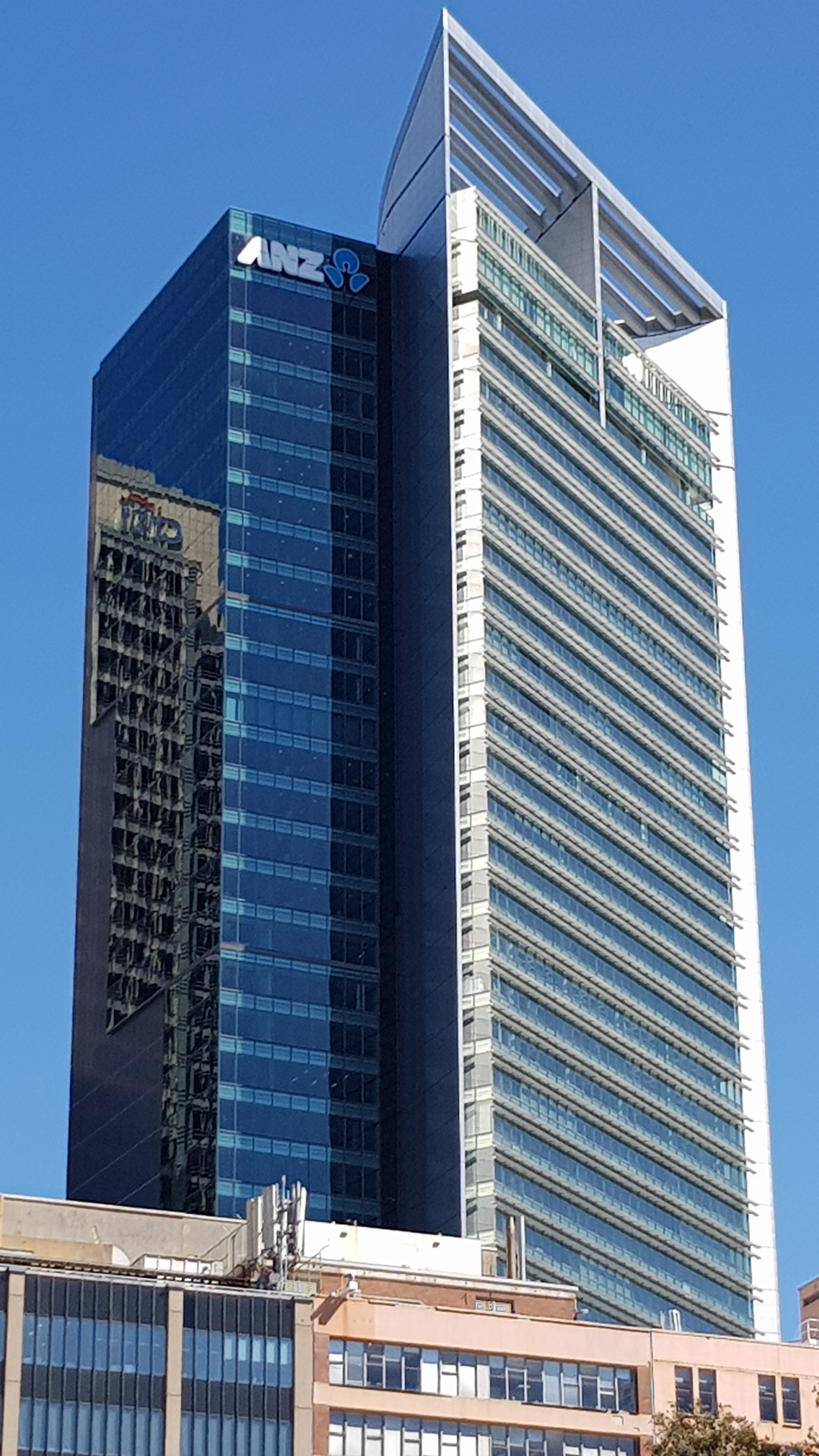
ANZ Bank Center, bureaux à Sydney.